# Гайк (озеро)
Гайк — прісне озеро в Ефіопії. Розташовано на північ від Дессе у зоні Південний Волло в регіоні Амхара. На захід від озеро розташовано місто Гайк.
Озеро має 6.7 кілометрів завдовжки та 6 кілометрів завширшки, площа поверхні становить 23 км². Максимальна глибина — 88 м, розташовано на висоті 2 030 метрів над рівнем моря. Є одним з двох озер вореди Тегуледере.

## Історія
Відповідно до місцевої легенди, на березі озера розташовувався монастир, в якому навчався майбутній імператор, родоначальник Соломонової династії Єкуно Амлак.
Першим відомим європейцем, хто відвідав береги озера, був Франсішку Алваріш, який проїжджав повз 21 вересня 1520 року. Він відзначав, що в озері живуть бегемоти та соми, береги засаджені лимонами й апельсинами.